# Stadion Netanja
Stadion Netanja (hebrejsky אצטדיון נתניה) je fotbalový stadion v izraelském městě Netanja a je domovem klubu Makabi Netanja. Pojme 13 610 diváků.
Inauguračním zápasem se stalo utkání 4. listopadu 2012 mezi domácím klubem Makabi Netanja a Ha-Po'elem Tel Aviv, které skončilo vítězstvím domácího celku 2:1. Prvním hráčem, který na novém hřišti vstřelil gól, byl Achmad Saba'a z Makabi.

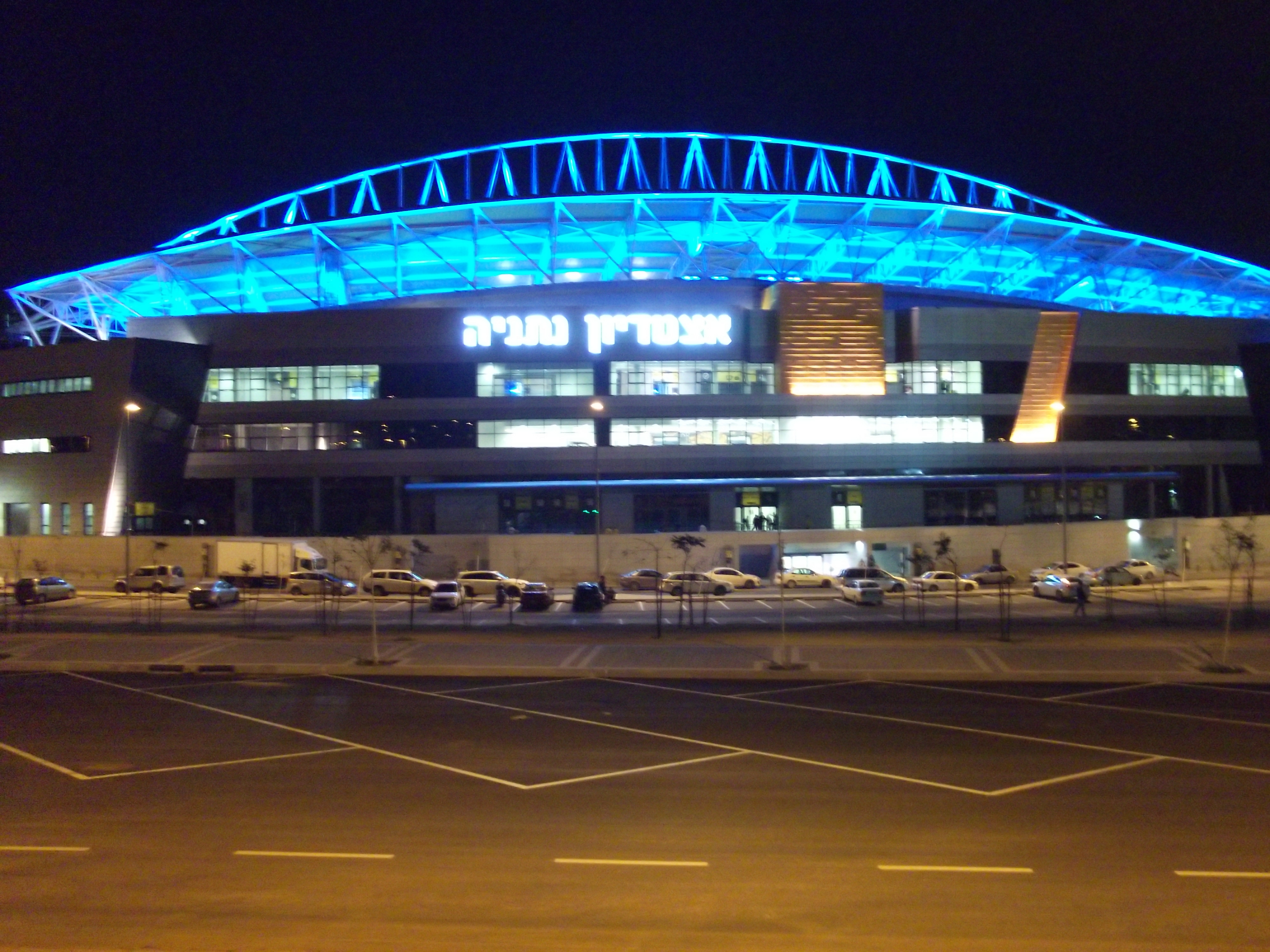
Stadion
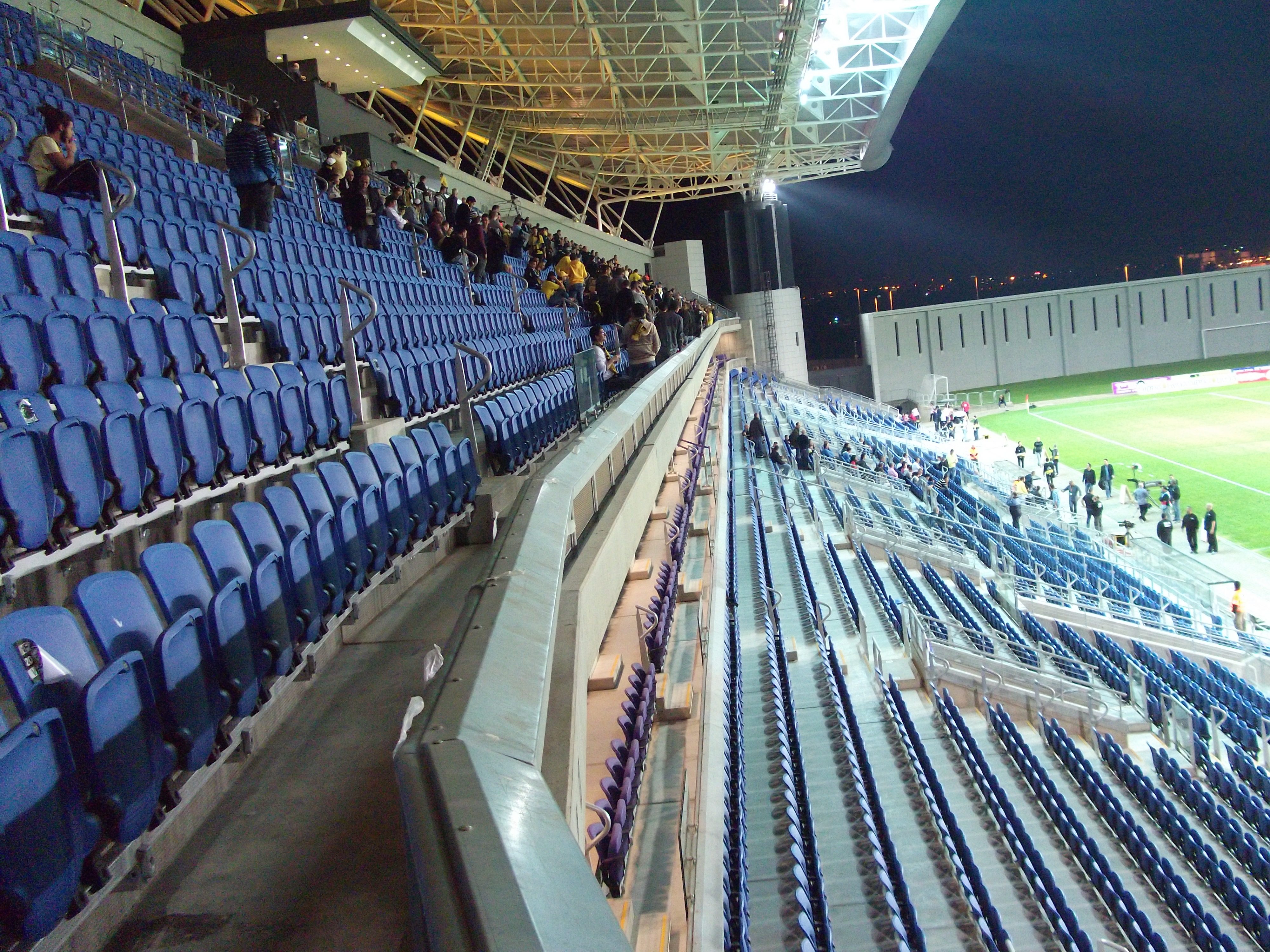
Tribuna
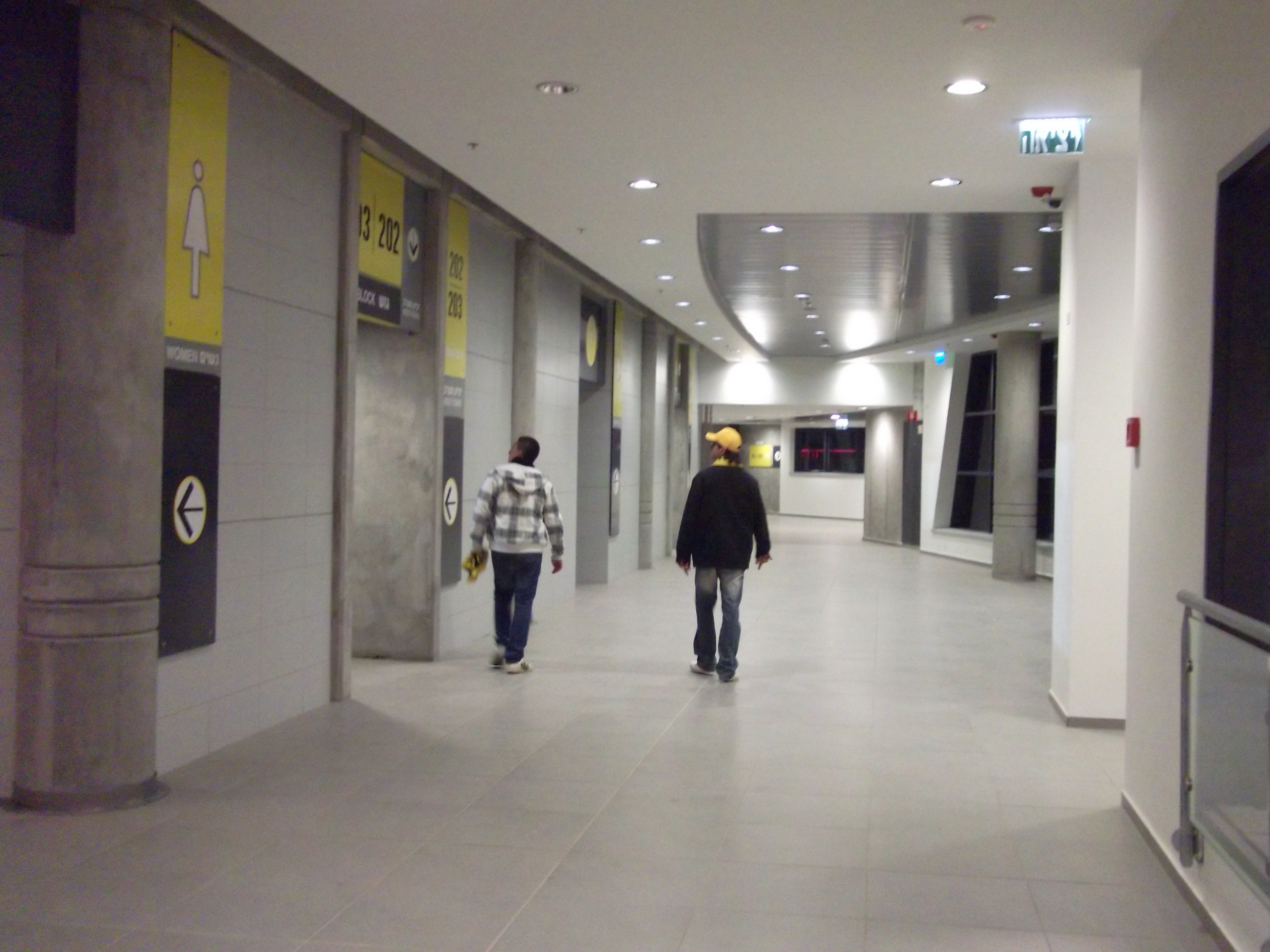
Uvnitř stadionu

## Mistrovství Evropy U21
V roce 2013 stadion hostil několik zápasů Mistrovství Evropy hráčů do 21 let 2013 poté, co bylo pořadatelství přiřknuto Izraeli. Byly to následující:
| 5. června 2013 19:00          |        |                          |                                                                |
| Izrael                        | 2 : 2  | Norsko                   | Základní skupina A diváci: 10 850 rozhodčí: Paweł Gil (Polsko) |
| Biton 16' (pen.) Turgeman 71' | Report | Pedersen 24' Singh 90+2' | Základní skupina A diváci: 10 850 rozhodčí: Paweł Gil (Polsko) |

| 9. června 2013 21:30 |        |            |                                                 |
| Německo              | 0 : 1  | Španělsko  | Základní skupina B rozhodčí: Paweł Gil (Polsko) |
|                      | Report | Morata 86' | Základní skupina B rozhodčí: Paweł Gil (Polsko) |

| 12. června 2013 19:00 |        |                              |                                                                  |
| Rusko                 | 1 : 2  | Německo                      | Základní skupina B diváci: 8 100 rozhodčí: Matej Jug (Slovinsko) |
| Dzagojev 22'          | Report | Herrmann 34' Rudy 69' (pen.) | Základní skupina B diváci: 8 100 rozhodčí: Matej Jug (Slovinsko) |

| 15. června 2013 18:30               |        |        |                                                             |
| Španělsko                           | 3 : 0  | Norsko | Semifinále diváci: 12 048 rozhodčí: Serhij Bojko (Ukrajina) |
| Rodrigo 45+1' Isco 87' Morata 90+3' | Report |        | Semifinále diváci: 12 048 rozhodčí: Serhij Bojko (Ukrajina) |